# I'll Whip Ya Head Boy

Capa do single

I'll Whip Ya Head Boy é o quarto e último single da trilha sonora do filme Fique Rico ou Morra Tentando, produzido por 50 Cent, o mesmo autor da canção. Ela é performada por 50 Cent e seu parceiro no grupo G-Unit Young Buck.
A música é tocada na introdução do DVD e no menu do mesmo. O remix contém com a participação de M.O.P..

## Remixes
- "I'll Whip Ya Head Boy (Remix)" (feat. Young Buck e M.O.P.)
- "We Get That Bread" (feat. Young Buck, Lil Wayne e Juelz Santana)

## Posições nas paradas
| Parada (2005                    | Posição topo |
| ------------------------------- | ------------ |
| Billboard Hot R&B/Hip-Hop Songs | 74           |